# طوماس كامينسكي
طوماس كامينسكي (23 أكتوبر 1992 في بلجيكا - ) هو لاعب كرة قدم بلجيكي في مركز حراسة المرمى. شارك مع منتخب بلجيكا تحت 17 سنة لكرة القدم ومنتخب بلجيكا تحت 19 سنة لكرة القدم ومنتخب بلجيكا تحت 21 سنة لكرة القدم. أما مع النوادي، فقد لعب مع آود هيفرلي لوفين وأنورثوسيس فاماغوستا وبيرسخوت إيه سي ونادي رويال أندرلخت ونادي كوبنهاغن ومنتخب بلجيكا الوطني لكرة القدم للشباب ‏.

## روابط خارجية
- طوماس كامينسكي على موقع الاتحاد الدولي (مؤرشف)  (الإنجليزية)
- طوماس كامينسكي على موقع الاتحاد الأوربي (الإنجليزية)
- طوماس كامينسكي على موقع الاتحاد البلجيكي (الإنجليزية)
- طوماس كامينسكي على موقع إي إس بي إن إف سي (الإنجليزية)
- طوماس كامينسكي على موقع قاعدة بيانات كرة القدم.إي يو (الإنجليزية)
- طوماس كامينسكي على موقع Soccerbase.com (لاعب) (الإنجليزية)
- طوماس كامينسكي على موقع Soccerway.com (الإنجليزية)
- طوماس كامينسكي على موقع عالم كرة القدم.نت (الإنجليزية)